# Danny Danon
Danny Danon (hébreu : דני דנון), né le 8 mai 1971, est un homme politique israélien. Il est représentant permanent d'Israël auprès des Nations unies de 2015 à 2020 et de nouveau depuis 2024. 
Il est auparavant membre de la 25e Knesset sous la bannière du parti Likoud, ministre de la Science, de la Technologie et de l'Espace et vice-ministre de la Défense.

## Prises de position
Il se situe sur la frange radicale de son parti. Il exprime ainsi son refus de l'existence d'un État palestinien, et appelle à annexer la Cisjordanie.
Il rejette aussi l’égalité entre Juifs et Arabes et dénonce au sein de son propre parti les « collaborateurs juifs qui s’opposent à une législation nationaliste ». 
En 2023, il pèse pour une interruption de la réforme judiciaire (en) et prône la modération à cet égard au Premier ministre Netanyahou.